# 法爾可

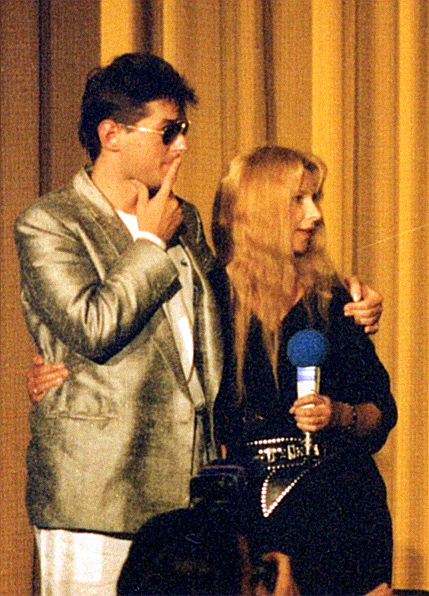
法爾可與瑞士女演員烏蘇拉·孟恩（Ursela Monn）在1986年於德國埃森出席電影《金錢或人生！》（Geld oder Leben!）的首映會時合影。

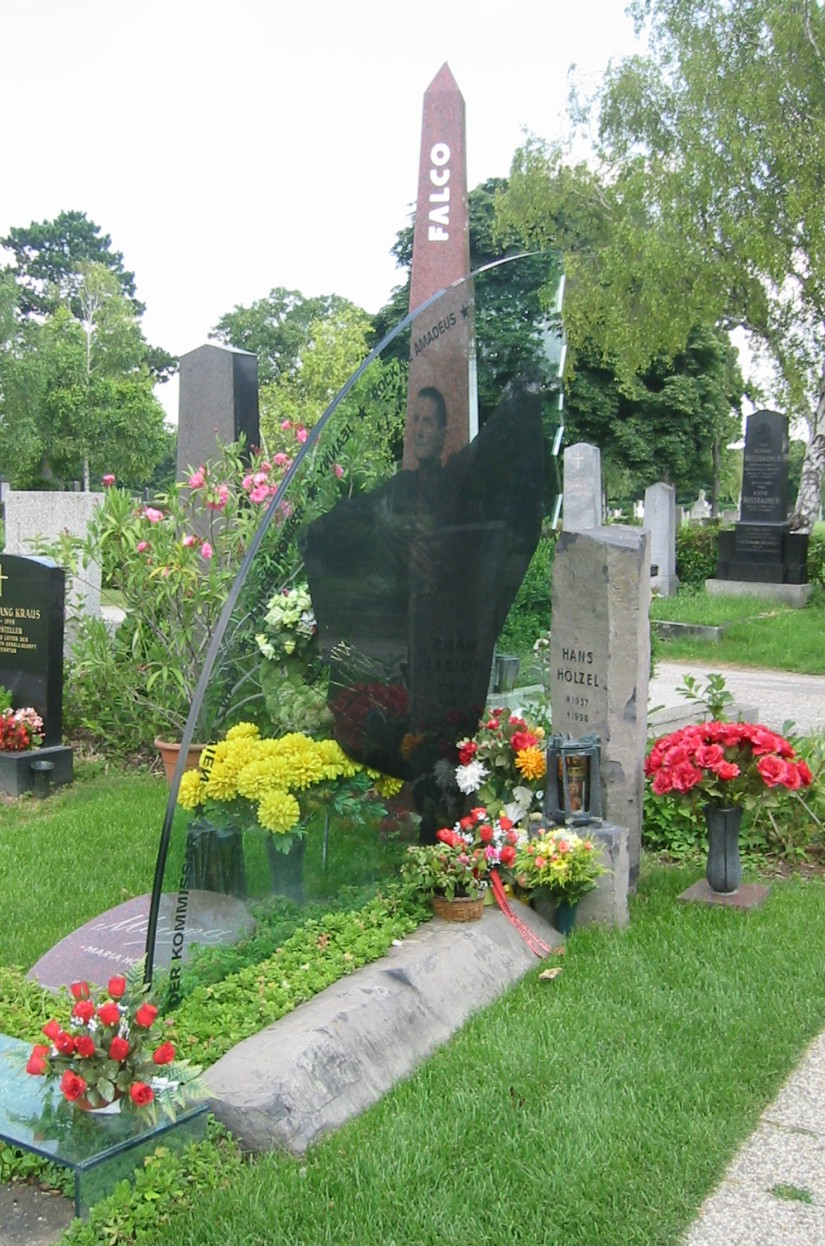
位在維也納中央公墓的法爾可之墓

法爾可（Falco），本名約翰·「漢斯」·赫策爾（Johann "Hans" Hölzel，1957年2月19日—1998年2月6日），奧地利流行音樂歌手，作品廣受傳唱歡迎。1986年以《搖滾阿瑪迪斯》（Rock me Amadeus）歌頌名音樂家莫札特勇奪德國、英國、美國三週流行音樂排行榜冠軍與最佳音樂錄影帶而聲名大噪。另有作品描述德奧著名民間故事魔笛改編之《維也納的呼喚》（Vienna calling）及描述娼妓遭重度精神病兇殺案之《珍妮》（Jeanny）也奪得歐陸流行音樂排行榜冠軍。除了是少數在以英文為主的全球歌曲市場中走紅之德語歌手外，也是近代饒舌歌曲的先驅之一。

## 生平

### 早期生活
本名約翰·赫策爾（Johann Hölzel）但親友大都喚其漢斯（Hans）的Falco，1957年2月19日出生於奧地利維也納；父為工程師，母從事旅遊業。4歲能彈鋼琴，人稱神童，接受正統古典音樂訓練，1976年畢業於维也纳音乐学院。

### 演藝事業
1977年至當時是西德領土的西柏林組搖滾樂團，因欣賞東德籍的跳台滑雪選手法爾可·懷斯普弗洛格（Falko Weißpflog），便以此作為自己藝名。1981年以《秘密警察》（Der Kommissar）進入德國、英國的流行歌曲排行榜。

### 綜評
- 其音樂錄影帶多緬懷奧匈帝國之宮廷豪華及流金歲月，遂不免引起疑懼敵視奧地利、德意志帝國再起人士之撻伐。
- 領導歐洲流行音樂旋風，給歐洲娛樂界帶來大批財富，引起其他娛樂大國妒嫉及憂慮。

### 死亡
1998年2月6日Falco在多明尼加發生車禍重傷不治。當時Falco駕駛三菱Pajero休旅車在多明尼加的蒙特拉諾村（Villa Montellano）和聖斐利-銀港（San Felipe de Puerto Plata）的交接處和一輛巴士相撞；重傷不治。後來確定是巴士超速，司機為此被判三年有期徒刑。
遺體安葬於维也纳中央公墓。

## 音樂作品

### 錄音室專輯
- 1982：Einzelhaft
- 1984：Junge Roemer
- 1985：Falco 3
- 1986：Emotional
- 1988：Wiener Blut
- 1990：Data de Groove
- 1992：Nachtflug
- 1998：Out of the Dark (Into the Light)
- 1999：Verdammt wir leben noch

### 精選輯
- 1991：The Remix Hit Collection
- 1996：Greatest Hits
- 1997：Greatest Hits Vol. II
- 1998：Best Of
- 1998：The Hit-Singles
- 1999：The Final Curtain – The Ultimate Best Of

## 外部連結
- FalcoVEVO - YouTube （页面存档备份，存于）